# 延岡郵便局
延岡郵便局（のべおかゆうびんきょく）は、宮崎県延岡市にある郵便局。民営化前の分類では集配普通郵便局であった。

## 概要
住所：〒882-8799 宮崎県延岡市南町1-3-5

### 分室
分室はなし。過去に存在した分室は以下のとおり。
- 中川原分室 - 1990年（平成2年）に廃止。

## 沿革
- 1872年8月4日（明治5年7月1日） - 延岡郵便取扱所として開設[1]。
- 1873年（明治6年） - 延岡郵便役所となる。
- 1875年（明治8年）1月1日 - 延岡郵便局（四等）となる。同年、為替取扱を開始。
- 1881年（明治14年） - 貯金取扱を開始。
- 1889年（明治22年）10月21日 - 延岡郵便電信局となる。
- 1903年（明治36年）4月1日 - 通信官署官制の施行に伴い延岡郵便局となる。
- 1949年（昭和24年）11月16日 - 延岡市大字岡富字中川原に中川原分室を設置[2]。
- 1956年（昭和31年）10月11日 - 中川原分室において、電話通話および和文電報受付事務の取扱を開始[3]。
- 1959年（昭和34年）7月1日 - 中川原分室における保険年金事務の取扱を廃止。
- 1962年（昭和37年）10月 - 局舎新築落成。
- 1990年（平成2年）8月12日 - 中川原分室を廃止。
- 1998年（平成10年）9月1日 - 外国通貨の両替および旅行小切手の売買に関する業務取扱を開始。
- 2007年（平成19年）10月1日 - 民営化に伴い、併設された郵便事業延岡支店に一部業務を移管。
- 2012年（平成24年）10月1日 - 日本郵便株式会社の発足に伴い、郵便事業延岡支店を延岡郵便局に統合。

## 取扱内容
- 郵便、印紙、ゆうパック、内容証明
- 貯金、為替、振替、振込、国際送金、外貨両替・トラベラーズチェック、国債、投資信託
- 生命保険、バイク自賠責保険、自動車保険、変額年金保険
- ゆうちょ銀行ATM
- 延岡市内の一部地域の集配業務
- ゆうゆう窓口

## 周辺
五ヶ瀬川と大瀬川に挟まれた中洲の市街地に位置する。
- 延岡市役所
- 城山公園（延岡城趾）
- 延岡市立図書館
- 延岡信用金庫本店
- 国道218号
- 宮崎県道16号稲葉崎平原線

## アクセス
- JR日豊本線 延岡駅から東へ1.3km（徒歩約19分）
- 宮崎交通バス 中央通2丁目停留所下車、西へ200m
- 延岡道路、北方延岡道路 延岡ICから東へ約4km
- 駐車場あり：13台